# Salzburger Hofmusik
1991 gründete der Salzburger Musiker Wolfgang Brunner unter dem Namen Salzburger Hofmusik ein Ensemble in variablen Besetzungen vom Trio bis zum Orchester.
Die Programme umfassen hauptsächlich Werke vom 17. bis ins frühe 19. Jahrhundert, wobei die Musik der Hofkapelle unter den Fürsterzbischöfen zu Salzburg einen Schwerpunkt des Repertoires bildet.
Der Name „Salzburger Hofmusik“ stammt aus dem 18. Jahrhundert und bezeichnete damals im Volksmund die fürsterzbischöfliche Hofkapelle.
Gleichzeitig werden Programme erarbeitet, die Salzburgs Einbettung in die Musikgeschichte der österreichischen und der europäischen Kulturtradition aufzeigen.
Dazu gehören die wissenschaftliche Aufarbeitung, insbesondere die Erschließung neuer, bisher nicht beachteter oder zu Unrecht vergessener Quellen. Im Sinne einer möglichst authentischen Darbietung spielt das Ensemble hauptsächlich (aber nicht ausschließlich) auf historischen Instrumenten oder originalgetreuen Kopien. (Stichwort: Historische Aufführungspraxis).
Die vielfach prämierten CD-Produktionen der Salzburger Hofmusik beinhalten u. a. Ersteinspielungen von Heinrich Ignaz Franz Biber, Johann Michael Haydn, Ludwig van Beethoven, Anton Diabelli und Franz Schubert.